# Epilissus fantamattii
Epilissus fantamattii är en skalbaggsart som beskrevs av Olivier Montreuil 2011. Epilissus fantamattii ingår i släktet Epilissus och familjen bladhorningar. Inga underarter finns listade i Catalogue of Life.